# انتخابات ریاست‌جمهوری کیپ ورد (۲۰۲۱)
انتخابات ریاست‌جمهوری کیپ ورد (انگلیسی: 2021 Cape Verdean presidential election) در ۱۷ اکتبر با پیروزی خوزه ماریا نوس از حزب آفریقا برای استقلال کیپ ورد (PAICV)، حزب اپوزیسیون، با به‌دست آوردن ۵۲ درصد آرا به پایان رسید.

## نامزدهای انتخابات
دو حزب اصلی، حزب آفریقا برای استقلال کیپ ورد (PAICV) و جنبش برای دموکراسی (MpD), هر دو نخست‌وزیران سابق را به عنوان نامزد خود معرفی کردند. حزب آفریقا برای استقلال کیپ ورد (PAICV)، خوزه ماریا نوس، و جنبش برای دموکراسی (MpD) کارلوس ویگا را نامزد کرد. ویگا در سال ۲۰۰۱ نامزد ریاست جمهوری شد (که در دور دوم تنها با اختلاف ۱۲ رأی شکست خورد) و ۲۰۰۶ (با اختلاف کمتر از ۲ رای شکست خورد).
علاوه بر دو رقیب اصلی، پنج نامزد دیگر نیز در رای‌گیری ظاهر شدند.